# Bundenthal
Bundenthal – miejscowość i gmina w Niemczech, w kraju związkowym Nadrenia-Palatynat, w powiecie Südwestpfalz, wchodzi w skład gminy związkowej Dahner Felsenland.

## Współpraca
Miejscowość partnerska:
- Horgau, Bawaria